# Артуро Ликата
Артуро Ликата (итал. Arturo Licata; Ена, 2. мај 1902 — Ена, 24. април 2014) био је италијански суперстогодишњак који је према гинисовој књизи рекорда носио титулу најстаријег живог мушкарца на свету у периоду од 26. марта до 24. априла 2014. године.

## Биографија
Артуро Ликата рођен је у Ени, Сицилија, Италија, 2. маја 1902. године. Имао је три брата и две сестре. У доби од девет година почео да ради у рудницима, а касније је служио у италијанској војсци. Када је био млад, свакодневно је пешачио преко 20 километара, због недостатка аутомобила у његовом крају. Радио је као рудар у опасним условима рада. Његова каријера трајала је 60 година. Оженио се женом по имену Роса са којом је имао седморо деце, четири сина и три ћерке. Његова супруга Роса преминула је 1980. године.
2. маја 2012. године, прославио је свој 110. рођендан, поставши суперстогодишњак. Осим слабог слуха и вида, био је доброг здравља све до маја 2013. године, када је његово здравље почело да опада.
26. марта 2014. године, након смрти 112-годишњег Ернеста Пероноа из Сједињених Америчких Држава, постао је најстарији живи мушкарац на свету.
Артуро Ликата преминуо је у Ени, Сицилија, Италија, 24. априла 2014. године, у доби од 111 година и 357 дана. Након његове смрти, тада 111-годишњи Александер Имич из Сједињених Америчких Држава, преузео је титулу најстаријег живог мушкарца на свету.